# Hymns to the Rising Sun
Hymns to the Rising Sun ist das erste Kompilations-/Best-of-Album der schwedischen Melodic-Death-Metal-Band Amon Amarth. Es erschien am 8. September 2010 über Metal Blade Records Japan exklusiv für den japanischen Markt. Die Lieder wurden für die CD lediglich zusammengestellt und laut des Beihefts aber nicht neu aufgenommen oder gemastert. Das Coverartwork wurde vom Düsseldorfer Grafiker und Designer Thomas Ewerhard entworfen.
Das Veröffentlichungsdatum wurde laut Metal Blade Records Japan bewusst noch für den September 2010 angesetzt, damit das Album als Teaser für den Auftritt von Amon Amarth auf dem Loudpark Festival am 16. Oktober 2010 fungieren konnte. Das Konzert stellte den ersten Auftritt der Band in Japan überhaupt dar.

## Titelliste
Alle Arrangements stammen von Amon Amarth.
| #  | Titel                                       | Komposition                  | Text     | Länge | Enthalten auf                                                             |
| -- | ------------------------------------------- | ---------------------------- | -------- | ----- | ------------------------------------------------------------------------- |
| 1  | Twilight of the Thunder God                 | Amon Amarth                  | Hegg     | 04:08 | Twilight of the Thunder God                                               |
| 2  | Guardians of Asgaard                        | Amon Amarth                  | Hegg     | 04:23 | Twilight of the Thunder God                                               |
| 3  | Live for the Kill                           | Amon Amarth                  | Hegg     | 04:09 | Twilight of the Thunder God                                               |
| 4  | Varyags of Miklagaard                       | Amon Amarth                  | Hegg     | 04:18 | Twilight of the Thunder God                                               |
| 5  | Runes to My Memory                          | Amon Amarth                  | Hegg     | 04:32 | With Oden on Our Side                                                     |
| 6  | Cry of the Black Birds                      | Amon Amarth                  | Hegg     | 03:49 | With Oden on Our Side                                                     |
| 7  | Hermod’s Ride to Hel                        | Amon Amarth                  | Hegg     | 04:40 | With Oden on Our Side                                                     |
| 8  | Asator                                      | Amon Amarth                  | Hegg     | 03:04 | With Oden on Our Side                                                     |
| 9  | Pursuit of Vikings                          | Amon Amarth                  | Hegg     | 04:30 | Fate of Norns                                                             |
| 10 | Fate of Norns                               | Amon Amarth                  | Hegg     | 05:57 | Fate of Norns                                                             |
| 11 | Death in Fire                               | Mikkonen                     | Hegg     | 04:54 | Versus the World                                                          |
| 12 | Where Silent Gods Stand Guard               | Mikkonen                     | Hegg     | 05:56 | Versus the World                                                          |
| 13 | Victorious March                            | Mikkonen                     | Mikkonen | 07:55 | Once Sent from the Golden Hall                                            |
| 14 | Children of the Grave (Black-Sabbath-Cover) | Buttler/Iommi/ Osbourne/Ward | ?        | 05:21 | Black Sabbath Tribute Album (Beigabe zur britischen Metal-Hammer-Ausgabe) |